# Radek Slončík
Radek Slončík (* 29. Mai 1973 in Šumperk) ist ein ehemaliger tschechischer Fußballspieler.

## Karriere
Radek Slončík begann mit dem Fußballspielen bei Lokomotiva Pramet Šumperk. Mit 14 Jahren wechselte der Mittelfeldspieler in die Jugend von Baník Ostrava. In Ostrava schaffte er in der Spielzeit 1990/91 mit 17 Jahren den Sprung in die erste Mannschaft. In den folgenden Jahren entwickelte sich Slončík zu einem der besten Spielmacher der tschechischen Liga.
Am 11. Dezember 1996 debütierte Slončík in der Tschechischen Nationalmannschaft, für die er bis 2000 16 weitere Spiele bestritt.
Seit 1992 hatte Radek Slončík große Knieprobleme und musste sich mehrmals Operationen unterziehen. Als er 2000 zu Sparta Prag wechselte, waren die Erwartungen groß. Doch gerade die chronischen Knieprobleme machten Slončík schwer zu schaffen. In anderthalb Jahren absolvierte er nur 13 Spiele. Im Januar 2002 wechselte er nach Budapest zum Újpest FC. Nach einer kurzen Eingewöhnungszeit wurde er einer der Leistungsträger der Lila-Weißen. In der Saison 2002/03 bestritt er alle Spiele und erzielte vier Treffer.
Als Újpest im Sommer 2003 finanzielle Schwierigkeiten hatte, wechselte Slončík trotz laufenden Vertrags bis 2004 zurück zu Baník Ostrava, auch wenn es anfangs aussah, als würde ihn der FK Drnovice verpflichten.
Er spielte nicht mehr so häufig wie in den 1990er Jahren, war aber mit seiner Erfahrung und als Führungsperson ein wichtiger Spieler der Mannschaft. In der Saison 2006/07 war er Kapitän, ehe er in der Winterpause 06/07 zu Fotbal Fulnek in die MSFL, die dritte Liga, wechselte. Grund war vor allem das Ziel des Managements, die Mannschaft im Blick auf die Zukunft zu verjüngen.
Im Januar 2009 wechselte Slončík innerhalb der 2. Liga zum MFK Karviná. Im Sommer 2011 beendete er dort seine Karriere.
In der ersten Tschechoslowakischen bzw. Tschechischen Liga bestritt Radek Slončík 256 Spiele und erzielte 17 Tore.